# Janusz Szuber
Janusz Maria Szuber ps. „Sebastian Rylski” (ur. 10 grudnia 1947 w Sanoku, zm. 1 listopada 2020 w Lesku) – polski poeta, eseista, felietonista.

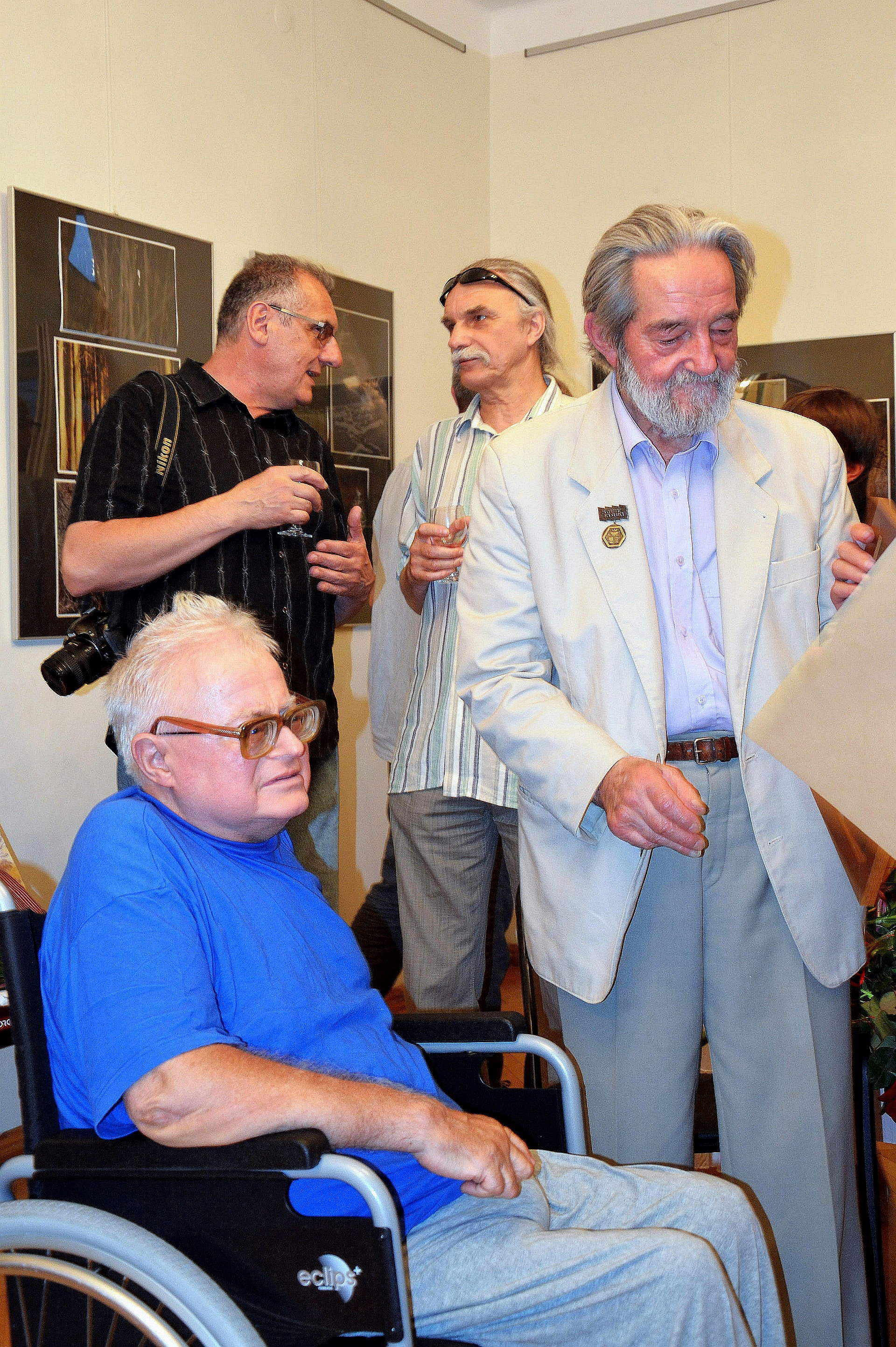
Janusz Szuber i Władysław Szulc podczas spotkania w Bibliotece Miejskiej w Sanoku (2013)

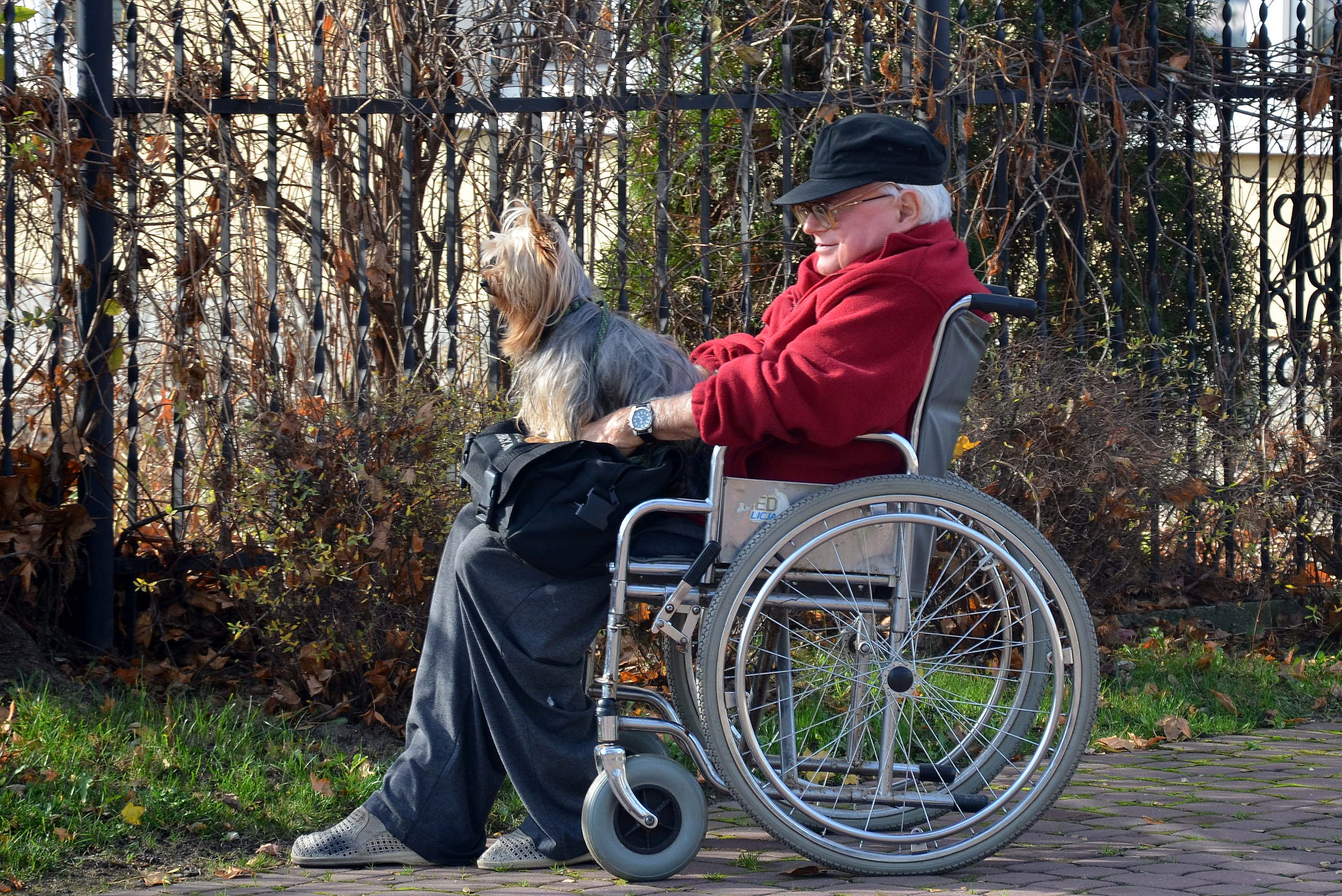
Janusz Szuber przed domem w Sanoku (2013)

## Życiorys
Janusz Szuber był potomkiem Ignacego Adama Lewickiego, prawnukiem lekarza dr. Maurycego Drewińskiego (brat nauczycielki Teodozji Drewińskiej) i sędziego Bronisława de Rogala Lewickiego (prezes sądu, c.k. tajny radca z tytułem szlacheckim). Jego dziadkami ze strony ojca byli Józef (1881–1967) i Józefa (1889–1974) Szuberowie, przybyli ze Lwowa do Sanoka w 1935 i zamieszkiwali w domu pod obecnym adresem ulicy 2 Pułku Strzelców Podhalańskich 2. Dziadkami ze strony matki byli Stefan Lewicki (profesor gimnazjalny) i Maria Helena z domu Drewińska (córka ww. Maurycego Drewińskiego i siostra Bolesława Drewińskiego. Jego rodzicami byli Zbigniew Szuber (1918–1996, pilot-instruktor)) i Ewa z domu Lewicka (ur. 1921, zm. 1991). Dwaj starsi bracia Janusza Szubera zmarli w dzieciństwie: Andrzej Antoni (zm. 1943 mając trzy tygodnie) i Jacek Andrzej (ur. 1946, zm. 1947 mając 9 miesięcy). Ponadto jego ciotką była Maria Szuber (1913–2006, siostra Zbigniewa Szubera, działaczka sanockiego oddziału PTTK i przewodniczka turystyczna), wujami byli Stefan Jarosz i Mieczysław Jarosz, zaś dalekim krewnym Szuberów był pisarz Jan Zachariasiewicz.
Janusz Szuber urodził się 10 grudnia 1947 w Sanoku, a w 1948 został ochrzczony w rzymskokatolickim kościele parafialnym w Krynicy, gdzie otrzymał drugie imię „Maria”. W Sanoku uczył się w szkole podstawowej, a następnie w Liceum Ogólnokształcącym Męskim, gdzie w 1967 z wyróżnieniem zdał maturę. Jesienią tego roku, za wcześniejszą sugestią profesora licealnego Józefa Stachowicza, rozpoczął studia polonistyczne na Uniwersytecie Warszawskim. Na jednym roku był wraz z Antonim Liberą, Markiem Grzesińskim-Weissem, Józefem Kurylakiem, Magdą Umer, Januszem Wiśniewskim. W młodości zafascynował się twórczością Nikifora Krynickiego, którego widywał w Krynicy. Ponadto zauroczył się pracami artysty Mariana Kruczka z podsanockich Płowiec. W Warszawie bywał regularnie od 1951, odwiedzając wujostwo Jaroszów. Podczas studiów pod koniec lat 60. pisywał utwory o charakterze prozatorskim, a od 1968 także pierwsze wiersze, które – choć dobrze przyjęte – zniszczył. Od 1969 był dotknięty postępującą chorobą (gościec łuszczycowy). Wskutek tego początkowo był obłożnie chory, a potem poruszał się na wózku inwalidzkim. Z powodu choroby przerwał studia w Warszawie, aczkolwiek kształcił się nadal we własnym zakresie. Przez około 20 lat opiekę nad nim sprawowała jego matka Ewa Szuber (zm. 1991), następnie ciotka Krystyna Jarosz (zm. 2014). Pozbawiony rodzeństwa od lat najmłodszych miał wsparcie w osobie swojej kuzynki Grażyny Jarosz (doktor mikrobiologii, od 1983 zamieszkała w Norwegii).
Przez okres dwudziestu siedmiu lat tworzył poezję „do szuflady”, zapisując 10 teczek wierszami oraz innymi redakcjami. Na początku lat 90. w Sanoku zwolennikiem jego nieznanych jeszcze publicznie wierszy był m.in. Zygmunt Pankowski, polecający je swojemu bratu Marianowi Pankowskiemu. Ponadto o pisarstwie Szubera wiedziała nieco sanoczanka Janina Lewandowska. Pierwotnie Janusz Szuber planował wydać tomik poezji w 1991. Finalnie postanowił upublicznić swoją poezję i pod pseudonimem „Teodor” przesłał cztery wiersze na IV edycję zorganizowanego w 1994 przez Miejską Bibliotekę Publiczną w Sanoku konkursu pt. Ziemia rodzinna Grzegorza z Sanoka w literaturze, w którym otrzymał I nagrodę. W 1995 jego twórczość (znana z późniejszego tomu Apokryfy i epitafia sanockie) była prezentowana na łamach „Tygodnika Sanockiego”. Od tego roku jego pisarstwo (recenzje, noty, szkice) było drukowane w załączanym do tego czasopisma „Dodatku Kulturalnym”, którego w 1997 został redaktorem. Następnie, przy udziale sanockiej MBP zadebiutował jako poeta. Pierwsze pięć tomików poezji jego autorstwa zostało wydanych w latach 1995–1996 (najpierw dwa w listopadzie / grudniu 1995, po czym trzy kolejne w 1996) nakładem ww. Grażyny Jarosz z Oslo i wydrukowane w sanockiej drukarni Piast Kołodziej, zaś umownie określone jako pięcioksiąg. Do wydawania tych publikacji przyczynił się także Antoni Libera.
W 1995 w Sanoku wraz z Tomaszem Korzeniowskim był inicjatorem powstania stowarzyszenia, w 1996 formalnie założonego jako Korporacja Literacka, którego był prezesem od 24 czerwca 1999 do czerwca 2000, a w połowie 2002 wybrany wiceprezesem. W 1996 został członkiem Warszawskiego Oddziału Stowarzyszenia Pisarzy Polskich, a w 2000 przystąpił do PEN Clubu. Był członkiem zespołu redakcyjnego periodyku „Impresje Muzealne”, wydawanego przy Muzeum Historycznym w Sanoku. W 1998 został redaktorem zeszytów „Acta Pancoviana”, wydawanych na cześć Mariana Pankowskiego (Tom I w 1998, Tom II w 1999, Tom III w 2004, Tom IV w 2005). Do wydanego w 1998 tomiku poezji tegoż pisarza pt. Moje słowo prowincjonalne wykonał prace redakcyjne i dobierał wiersze. W 2006 jego wiersz pt. Mgła, w tłumaczeniu Ewy Hryniewicz-Yarbrough, opublikowano w nieliterackim amerykańskim tygodniku „The New Yorker”. W 1999 był gościem w programie Rozmowy na koniec wieku w TVP2, przygotowanym przez Katarzynę Janowską i Piotra Mucharskiego. W 1999 został stypendystą Ministerstwa Kultury i Dziedzictwa Narodowego. W twórczości poety odzwierciedlona jest zarówno przeszłość jak i rzeczywistość Sanoka oraz okolic. Był autorem eseju pt. Mój Sanok stanowiącego wstęp do albumu fotograficznego pt. Sanok i Ziemia Sanocka z 2001 autorstwa Tadeusza Budzińskiego, zaś fotografie tego artysty ukazały się w tomiku Szubera pt. Tam, gdzie niedźwiedzie piwo warzą z 2004. Wraz z Marią Harasymowicz dokonał wyboru wierszy Jerzego Harasymowicza w pośmiertnej publikacji pt. Bieszczady z 2003. W tym samym roku był pomysłodawcą książki Ryszarda Wiktora Schramma pt. Prywatna podróż pamięci i napisał wstęp do niej. Wraz z Małgorzatą Sienkiewicz-Woskowicz był redaktorem publikacji autorstwa Barbary Bandurki pt. Zieleń Veronese’a z 2005. W 2005 wydano publikację zatytułowaną Mojość, którego autorami był duet Janusz Szuber i Władysław Szulc, a treścią publikacji były przedstawiające Sanok słowo pisane pierwszego z nich oraz fotografie drugiego z artystów. Wraz z Ewą Kasprzak i Wiesławem Banachem był redaktorem publikacji autorstwa Artura Olechniewicza pt. Tratwa z 2006. Teksty Szubera wydano w albumie zatytułowanym Bieszczady z 2007, autorstwa Włodzimierza i Agnieszki Bilińskich.

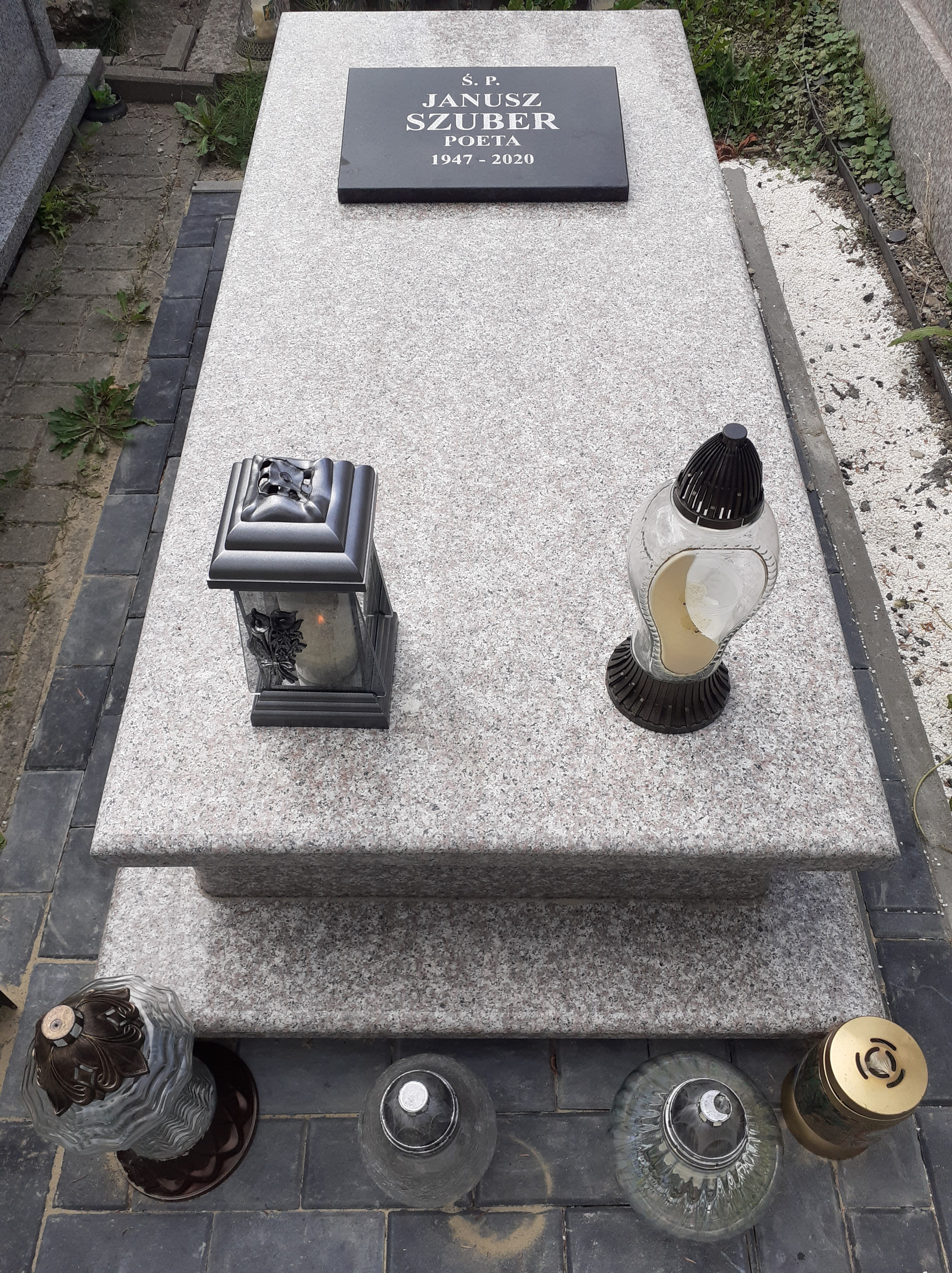
Nagrobek Janusza Szubera (2021)

Utwory Janusza Szubera ukazywały się na łamach czasopism: „Tygodnik Sanocki” (publicystyka oraz wiersze), „Głos Ziemi Sanockiej” (tygodnik Parafii Podwyższenia Krzyża Świętego i Matki Bożej Pocieszenia w Sanoku), „Tygodnik Powszechny”, „Kultura”, „Sycyna”, „Nowa Okolica Poetów”, „Twórczość”, „Odra”, „Kwartalnik Artystyczny”, „Zeszyty Literackie”, „Akcent”, „Rzeczpospolita” (w magazynie „Plus Minus” prowadził stały kącik felietonisty pt. Czytane na prowincji), „Voix d'encre”, „Archipel”, „Le Poligraphe”, „Books in Canada”, „Die Horen”. Jego wiersze przetłumaczono na co najmniej 15 języków (m.in. francuski, niemiecki, angielski, ukraiński, chorwacki, hiszpański, niderlandzki, węgierski, słoweński, serbski, hebrajski, czeski, bułgarski, fiński). Jako twórca przyjął także pseudonim „Sebastian Rylski”. W semestrze wiosennym roku akademickiego 2003/2004 poeta prowadził zajęcia ze studentami w Państwowej Wyższej Szkoły Zawodowej w Sanoku pod nazwą Sanocczyzna w literaturze XIX i XX wieku – rozmowy o regionalizmie. Wraz z Janiną Lewandowską był fundatorem tablicy upamiętniającej Mariana Pankowskiego, ustanowionej w 2017 na  gmachu MBP w Sanoku. W publikacjach Janusza Szubera były drukowane obrazy i fotografie artystów takich jak: Władysław Szulc, Grażyna Jarosz, Barbara Bandurka, Anna Maria Pilszak, Marian Kruczek (m.in. reprodukcja na okładce tomiku pt. Z żółtego metalu oraz reprodukcje w tomiku 7 Gedichte / Wierszy), Jan Ekiert (reprodukcje w tomiku Śniąc siebie w obcym domu), Artur Olechniewicz (okładka tomiku pt. Lekcja Tejrezjasza), Henryk Waniek (Forest in the Mirrors), Zdzisław Beksiński (reprodukcje prac w tomikach Biedronka na śniegu i Czerteż oraz na okładce tomiku Próba dębu / Teste do carvalho). Wiersze Janusza Szubera zostały zauważone i docenione przez wybitnych poetów i literatów takich jak Zbigniew Herbert, Czesław Miłosz, Wisława Szymborska, Kazimierz Orłoś, Krzysztof Lisowski. Na zaproszenie Szubera w Sanoku pojawiali się: Jan Józef Szczepański, Antoni Libera, Paweł Huelle, Paweł Huelle, Andrzej Stasiuk, Helena Zaworska, a w wieczorach promujących jego poezje brali udział Bronisław Maj, Ryszard Krynicki z żoną Krystyną, prof. Józef Nowakowski, Steffen Huber, Jan Tulik, Stanisław Dłuski, Wanda Chotomska.
Poeta urodził się i w drugiej połowie XX wieku zamieszkiwał w Sanoku w najmowanym mieszkaniu przy ulicy Henryka Sienkiewicza 8. W październiku 1999 poeta został odwiedzony w swoim mieszkaniu przez urzędującego premiera RP Jerzego Buzka. Od 2000 zamieszkiwał w kamienicy przy ul. Rynek 14 w Sanoku i tymże adresem zatytułował jeden ze swoich wierszy oraz jednocześnie tomik poezji, wydany w 2016. Zmarł rano 1 listopada 2020 w szpitalu w Lesku. Pierwotnie jego pogrzeb został odłożony na czas nieokreślony. Odbył się 2 sierpnia 2021 i tego dnia jego prochy spoczęły na Cmentarzu Centralnym w Sanoku.

## Twórczość
- Paradne ubranko i inne wiersze (1995, Sanok)[55]
- Apokryfy i epitafia sanockie (1995, Sanok)[55]
- Pan Dymiącego Zwierciadła (1996, Sanok, ISBN 83-905046-1-8)[108]
- Gorzkie prowincje (1996, Sanok, ISBN 83-905046-0-X)[108]
- Srebrnopióre ogrody (1996, Sanok, ISBN 83-905046-2-6)[108]
- Śniąc siebie w obcym domu (1997, Muzeum Historyczne w Sanoku, Sanok)[109]
- Biedronka na śniegu (1999, Wydawnictwo a5, Kraków, ISBN 83-85568-41-7 ISBN 0-921724-32-2)[110][111]
- O chłopcu mieszającym powidła. Sto wierszy z lat 1968–1997 (1999, Wydawnictwo „Znak”, Kraków, ISBN 83-7006-969-X)[61][112]
- 7 Gedichte / 7 Wierszy – wybór wierszy (1999, Miejska Biblioteka Publiczna w Sanoku, Sanok)[113][44][111]
- Okrągłe oko pogody (2000, Wydawnictwo Literackie, Kraków, ISBN 83-08-03058-0)[114][115]
- Z żółtego metalu (2000, Księgarnia Akademicka, Kraków, ISBN 83-7188-341-2)[116][115]
- 19 wierszy – wybór wierszy (2000, Lesko)[113][110][69]
- Las w lustrach / Forest in the Mirrors (2001, Wyd. YES, Rzeszów, ISBN 83-911519-2-1, współautor (obrazy): Henryk Waniek; tłum. na język angielski: Ewa Hryniewicz-Yarbrough, Clare Cavanagh)[117][118][119][120]
- Wiersze z „kociej szafy” (2002, Sanok; zbiór przeznaczony dla bliskich)[120]
- Lekcja Tejrezjasza i inne wiersze wybrany (2003, Wydawnictwo Literackie, Kraków)[110][121]
- Glina, ogień, popiół (2003, Miejska Biblioteka Publiczna im. Grzegorza z Sanoka w Sanoku, Sanok)[76][77]
- Tam, gdzie niedźwiedzie piwo warzą (2004, Wydawnictwo BoSz, Olszanica)[122][g]
- Mojość (2005, Oficyna Wydawnicza Miejskiej Biblioteki Publicznej im. Grzegorza z Sanoka w Sanoku, Sanok, ISBN 83-919470-8-4, współautor (zdjęcia): Władysław Szulc)[123]
- Czerteż (2006, Wydawnictwo Literackie, Kraków, ISBN 83-08-03913-8)[123]
- Spijmanij u sit′ (2007, Kijów)
- Pianie kogutów (2008, Wydawnictwo „Znak”, Kraków, ISBN 978-83-240-0941-1)[124]
- Wpis do ksiąg wieczystych (2009, Wydawnictwo Literackie, Kraków, ISBN 978-83-08-04294-6)[125]
- They Carry a Promise. Selected poems (2009, wyd. Alfred A. Knopf, Nowy Jork; tłum. na język angielski: Ewa Hryniewicz-Yarbrough)
- O deczaku koji je meszao pekmez (2009, Belgrad; tłum. na język serbski: Biserka Rajčić)
- Wyżej, niżej, już / Plus haut, plus bas, ça y est (2010, Podkarpacki Instytut Książki i Marketingu, Rzeszów, ISBN 978-83-61746-38-6; tłum. na język francuski: Marcin Nowoszewski)[125]
- Powiedzieć. Cokolwiek (2011, Wydawnictwo Literackie, Kraków, ISBN 978-83-08-04582-4)[126]
- Emeryk u wód (2012, Stowarzyszenie Literacko-Artystyczne „Fraza”, Rzeszów, ISBN 978-83-60678-37-4)[h]
- Tym razem wyraźnie (2014, Wydawnictwo Literackie, Kraków, ISBN 978-83-08-05356-0)
- Rynek 14/1 (2016, Wydawnictwo Literackie, Kraków, ISBN 978-83-0806197-8)[127]
- Próba dębu / Teste do carvalho (2019, Polski Fundusz Wydawniczy w Kanadzie, Rzeszów, ISBN 978-1-927490-20-4; tłum. na język portugalski: Zygmunt Wojski)[128]
- Przyjęcie postawy. Wybór wierszy z lat 2003–2019 (2020, Wydawnictwo Literackie, Kraków, ISBN 978-83-08-07041-3)
- Próbuję być. Wybór wierszy z lat 1969–2020 (2021, Państwowy Instytut Wydawniczy, Warszawa, ISBN 978-83-8196-297-1)

## Nagrody i odznaczenia
- Pierwsza nagroda w IV edycji konkursu Ziemia rodzinna Grzegorza z Sanoka w literaturze w dziedzinie poezji (1994)[2][129][130][15][53]
- Nagroda Miasta Sanoka w dziedzinie literatury (za rok 1995 za twórczość poetycką)[131][132][133][134][135], (za rok 1998 za wybitne osiągnięcia w twórczości poetyckiej)[136][137][i]
- Nagroda Poetycka im. Kazimiery Iłłakowiczówny (1996, za najlepszy debiut roku - tomik Paradne ubranko i inne wiersze)[138][139][140][15][61][66]
- Nagroda Literacka im. Barbary Sadowskiej (1996)[139][15][61][66]
- Nagroda Literacka Miasta Rzeszowa II stopnia (1997)[141][142]
- Nagroda wojewody krośnieńskiego w dziedzinie kultury (1997)[143][91][91]
- Nagroda Prezydenta Miasta Rzeszowa (1997)[91]
- Nagroda Miasta Krosna[142]
- Nagroda Fundacji Władysława i Nelli Turzańskich z Toronto w dziedzinie literatury za rok 1998[144][61][69]
- Nagroda VIII edycji Konkursu Literackiego Fundacji Kultury (1998, za tomik wierszy O chłopcu mieszającym powidła)[142][145][146][147][61][69]
- Laury „Nowin” za rok 1998[148]
- Nominacja do nagrody „Józef” oraz medal „Józef '99”, przyznane przez Radio Rzeszów, TV Rzeszów i „Super Nowości”, za rok 1999 w kategorii osobowość[149]
- Wiersz Janusza Szubera pt. O chłopcu mieszającym powidła został wybrany do grona najwybitniejszych utworów poetyckich lat 90. III Rzeczypospolitej[150][68]
- Odznaka „Zasłużony dla Sanoka”[151]
- Tytuł mistrza wymowy polskiej województwa podkarpackiego (2003)[152][77]
- Nagroda Poetycka im. Konstantego Ildefonsa Gałczyńskiego - Orfeusz w IV edycji konkursu (2015, za tom Tym razem wyraźnie)[153]
- Tytuł Honorowego Obywatelstwa Królewskiego Wolnego Miasta Sanoka (7 listopada 2017, uchwałą Rady Miasta Sanoka; uroczystość wręczenia tytułu odbyła się 8 grudnia 2017)[154][155]
- Doroczna Nagroda Ministra Kultury i Dziedzictwa Narodowego w dziedzinie literatury za rok 2019[156]

## Odniesienia i upamiętnienie

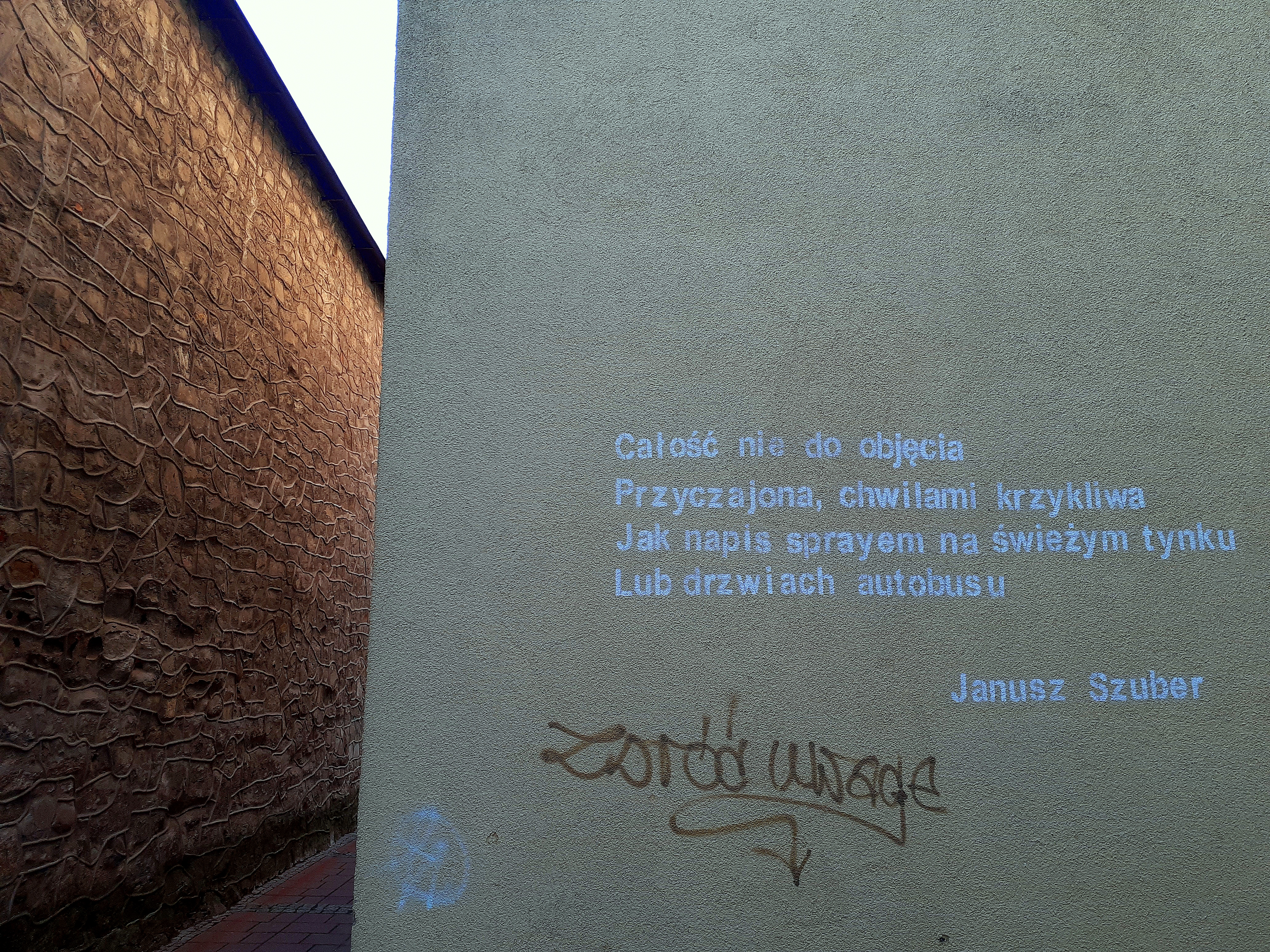
Cytat z Janusza Szubera w uliczce przy rynku w Sanoku

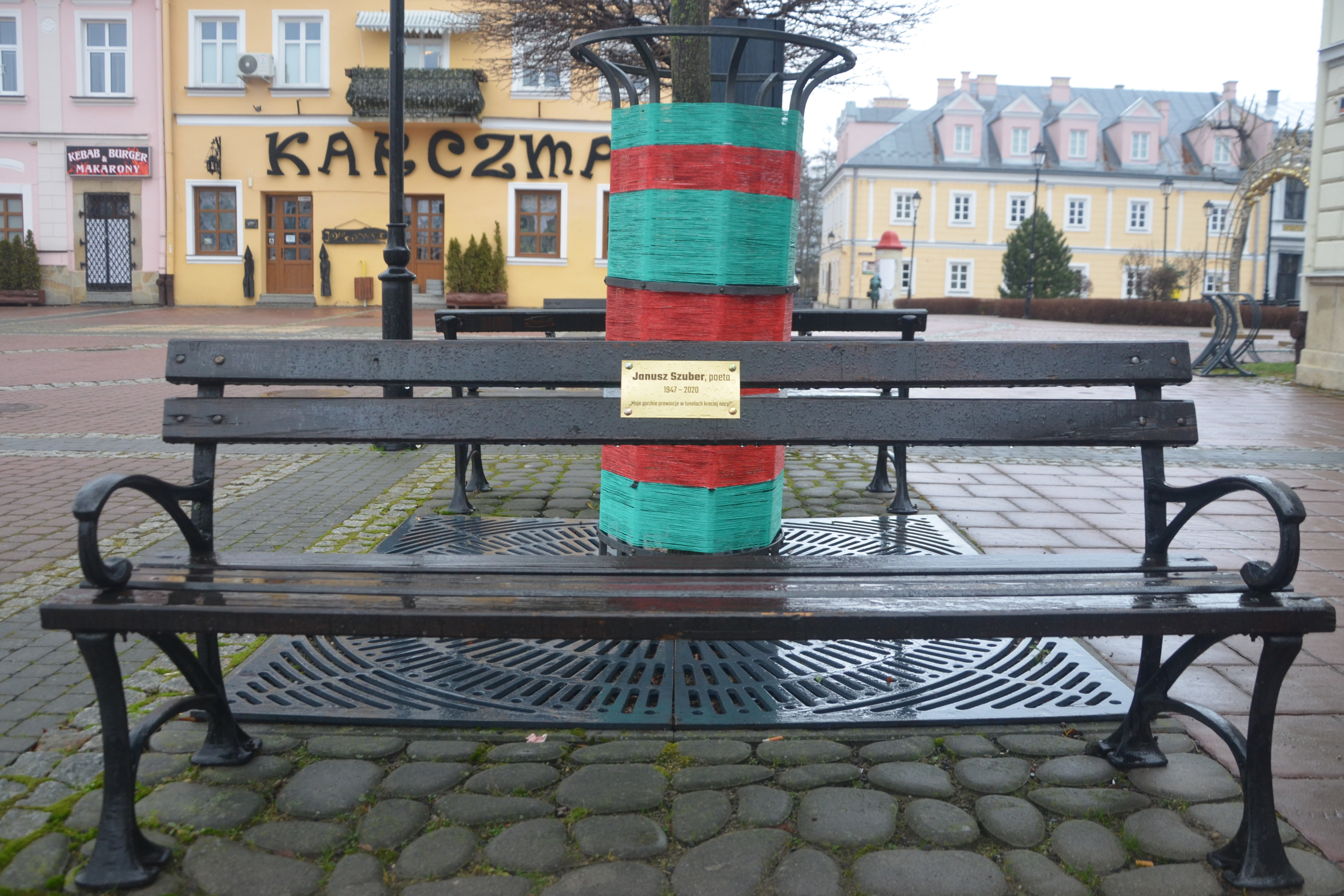
Ławka upamiętniająca Janusza Szubera na rynku w Sanoku

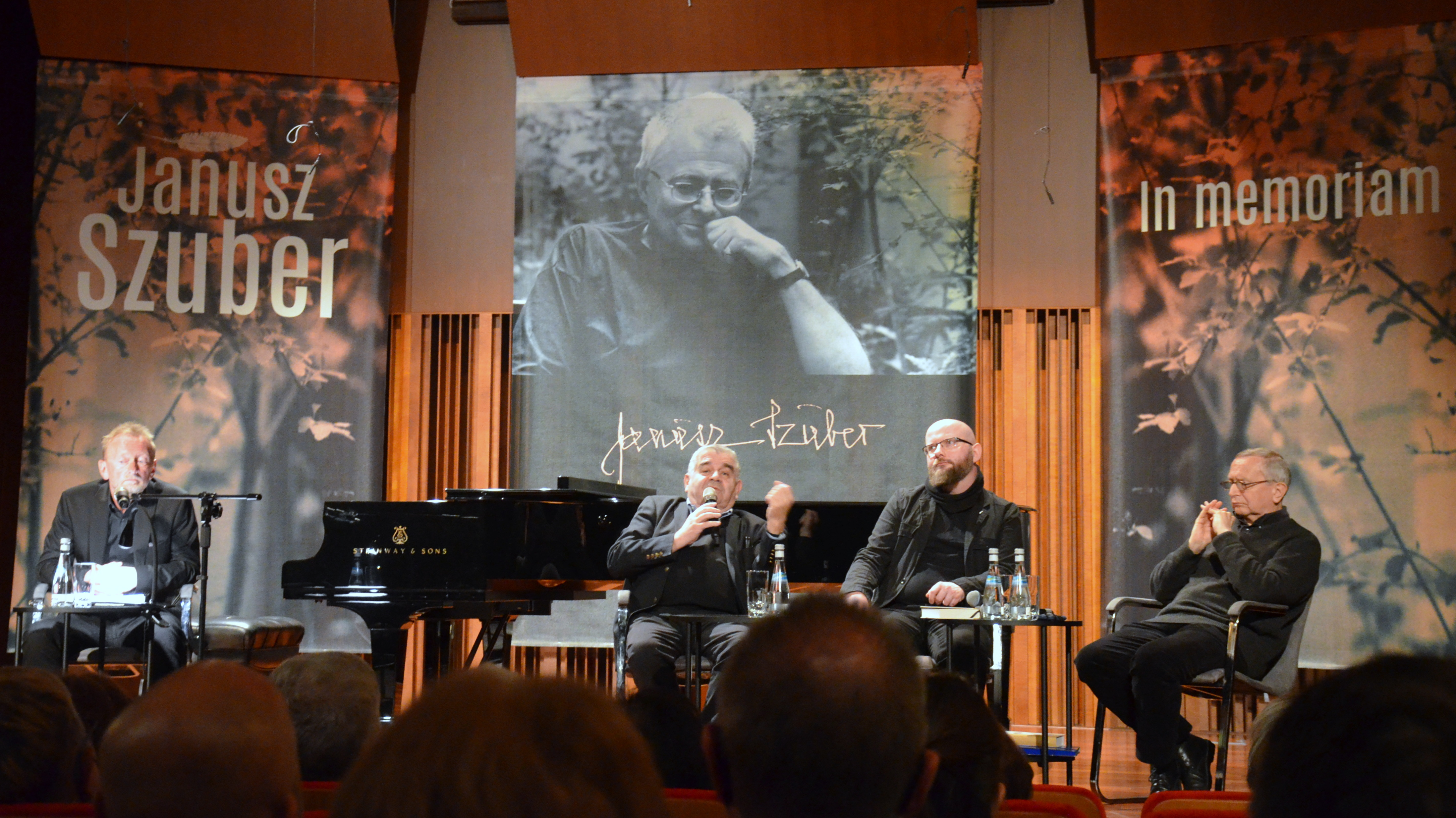
Spotkanie „Janusz Szuber – in memoriam” (30 października 2021)

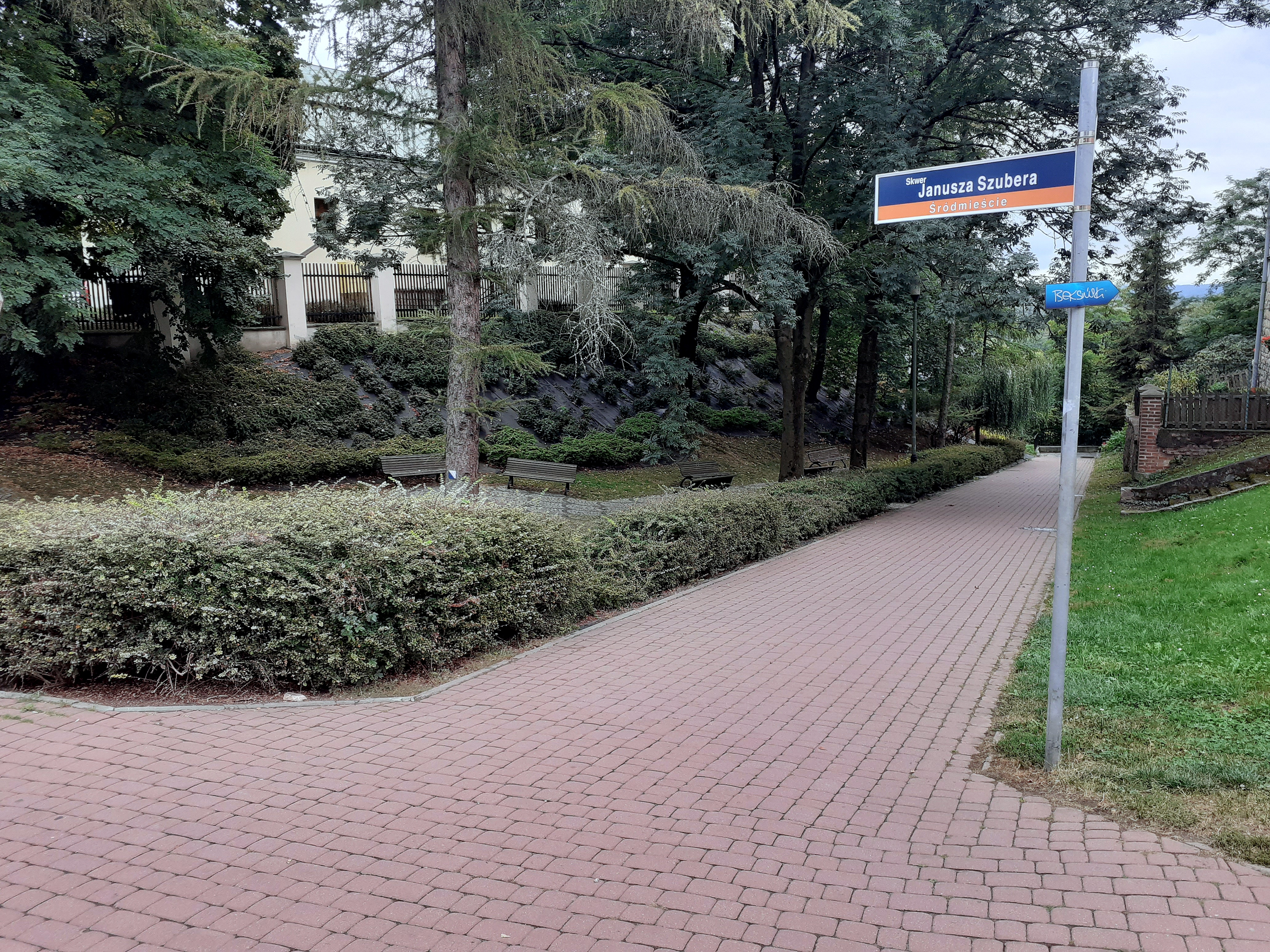
Skwer Janusza Szubera w Sanoku

Związany z Sanokiem poeta Jan Szelc napisał wiersze inspirowane osobą Janusza Szubera bądź jemu dedykowane: Kamienna Hora (wydany w tomiku poezji pt. Mycykowy Dział w 1998), Szuber z Haczowa w 1996 (wydany w tomiku poezji pt. Liputowa droga w 2004) oraz Salon Szubera i Dziesiąty grudnia '03 (wydane w tomiku poezji pt. Odmawiam góry w 2004). Sanoczanka Barbara Bandurka napisała wiersz zadedykowany Januszowi Szuberowi, opublikowany w jej tomiku poezji pt. Zieleń Veronese’a z 2005. Za życia Janusza Szubera poświęcano mu wiersze i pracy (m.in. w latach 2008–2011 wspomniana Barbara Bandurka, Jan Tulik, Krystyna Lenkowska, Krystyna Lenkowska, Wasyl Machno, Jacek Mączka, Florian Śmieja, Janusz Pasterski, Andrzej Busza). Z okazji 10. rocznicy debiutu literackiego poety w 2003 Fundacja „Archiwum Ziemi Sanockiej” wydała trzeci wolumin z serii „Zeszyty Archiwum Ziemi Sanockiej” zatytułowany Nr 3. Jubileusz Janusza Szubera.
W 1999 został zrealizowany film pt. Sanocczyzna Janusza Szubera w reżyserii Jerzego Kołodziejczyka i według scenariusza Grzegorza Gajewskiego. W 2000 powstał dokument pt. Gdyby wszystko jest poezją, w reżyserii i według scenariusza Pawła Sawickiego. W 2001 powstał film dokumentalny pt. ...innego życia nie potrafię dla siebie wymyśleć, autorstwa Pawła Słowikowskiego.
Tematykę twórczości Janusza Szubera od 1998 opisywał w artykułach publicystycznych i naukowych także pochodzący z Sanoka Jacek Mączka (na łamach czasopism „Fraza”, „Zeszyty Archiwum Ziemi Sanockiej”, „Zeszyty Naukowe Państwowej Wyższej Szkoły Zawodowej”, „Zeszyty Naukowe Uniwersytetu Rzeszowskiego”, „Nowa Okolica Poetów”, „Tygodnik Sanocki”, „Rzeczpospolita”), a na tej podstawie wydał w 2008 książkę pt. Powidła dla Tejrezjasza. Jacek Mączka w 2006 uzyskał stopień doktora nauk humanistycznych w zakresie literaturoznawstwa na podstawie pracy pt. Światopogląd poetycki Janusza Szubera, a w 2012 habilitował się na podstawie pracy pt. Powidła dla Tejrezjasza. O poezji Janusza Szubera. Autorem pierwszej książki monograficznej o twórczości Janusza Szubera był Tomasz Cieślak-Sokołowski, który w 2004 wydał publikację naukową pt. „Mój wszechświat uczyniony”. O poezji Janusza Szubera z 2005. W 2005 ukazała się książka pt. Dramat istnienia – o poezji Janusza Szubera, autorstwa Jerzego Kowalewskiego. W 2009 wydano zbiorową publikację pt. Poeta czułej pamięci. Studia i szkice o twórczości Janusza Szubera (red. Jolanta Pasterska, Magdalena Rabizo-Birek oraz Alicja Bułdak), zawierającą także bibliografię poety. Ukazały się publikacje Andrzeja Sulikowskiego, stanowiące opracowania twórczości Janusza Szubera: Epos sanocki Janusza Szubera (2010), Rynek i coraz dalsze okolice. O twórczości Janusza Szubera (2019, Instytut Literatury, Kraków). W pierwszej z tych książek autor przedstawił swój wiersz zatytułowany Horodyszcze, zadedykowany Szuberowi. Zarówno przed 2003 jak i później były tworzone pracy magisterskie i doktorskie odnoszące się do twórczości Janusza Szubera. W 2019 wydano monografię pt. „Wciałowzięty”. Szkice o poezji Janusza Szubera autorstwa Alicji Jakubowskiej-Ożóg.
Po śmierci Janusza Szubera pod koniec 2020 na rynku w Sanoku przed zamieszkiwaną przez niego kamienicą przy ul. Rynek 14 została ustanowiona ławeczka jego pamięci, odsłonięta z tabliczką zawierającą cytat z wiersza poety pt. „Gorzkie prowincje” o następującej treści: Moje gorzkie prowincje w tunelach kreciej nocy!.
Poetka Helena Kapri napisała wiersz Podróż do miasta S. Pamięci zmarłego poety, wydany w tomie pt. 44 wiersze (2021). Z okazji pierwszej rocznicy śmierci Janusza Szubera Miejska Biblioteka Publiczna im. Grzegorza z Sanoka w Sanoku zrealizowała projekt stanowiący upamiętnienie pod nazwą „Janusz Szuber – in memoriam”, w ramach którego w dniu 30 października 2021 w sali koncertowej Państwowej Szkoły Muzycznej I i II st. im. Wandy Kossakowej w Sanoku odbyło się spotkanie z twórczością poety. Nazajutrz, 31 października 2021 w kościele w Międzybrodziu odprawiono mszę za jego duszę (i jego opiekuna Piotra Jacewicza) oraz odsłonięto kamień pamiątkowy z tablicą o treści stanowiącej fragment wiersza poety pt. Oktostych.
Uchwałą Rady Miasta Sanoka z 28 października 2021 plac o charakterze terenu zieleni, położony przy ul. Zamkowej, pomiędzy kompleksem zamkowym, budynkiem zajazdu, willą Zaleskich i Schodami Zamkowymi, nazwano „Skwer Janusza Szubera”.